# Побрђе (Котор)
Побрђе је насеље у општини Котор у Црној Гори. Према попису из 2003. било је 119 становника (према попису из 1991. било је 255 становника). Село се налази у области Грбаљ.

## Демографија
У насељу Побрђе живи 88 пунолетних становника, а просечна старост становништва износи 37,4 година (32,1 код мушкараца и 41,1 код жена). У насељу има 32 домаћинства, а просечан број чланова по домаћинству је 3,72.
Становништво у овом насељу веома је хетерогено.
|  |

| Демографија | Демографија | Демографија |
| Година      | Становника  | Становника  |
| ----------- | ----------- | ----------- |
|             |             |             |
|             |             |             |
|             |             |             |
|             |             |             |
| 1948.       | 209         |             |
| 1953.       | 209         |             |
| 1961.       | 240         |             |
| 1971.       | 180         |             |
| 1981.       | 144         |             |
| 1991.       | 255         | 251         |
| 2003.       | 123         | 119         |
|             |             |             |

| Етнички састав према попису из 2003.‍ | Етнички састав према попису из 2003.‍ | Етнички састав према попису из 2003.‍ | Етнички састав према попису из 2003.‍ | Етнички састав према попису из 2003.‍ |
| ------------------------------------ | ------------------------------------ | ------------------------------------ | ------------------------------------ | ------------------------------------ |
|                                      |                                      |                                      |                                      |                                      |
| Срби                                 | Срби                                 |                                      | 70                                   | 58,82%                               |
| Црногорци                            | Црногорци                            |                                      | 48                                   | 40,33%                               |
| непознато                            | непознато                            |                                      | 0                                    | 0,0%                                 |

| Година пописа     | 1948. | 1953. | 1961. | 1971. | 1981. | 1991. | 2003. |
| ----------------- | ----- | ----- | ----- | ----- | ----- | ----- | ----- |
| Број домаћинстава | 46    | 47    | 50    | 44    | 40    | 67    | 32    |

| Број чланова      | 1  | 2 | 3 | 4 | 5 | 6 | 7 | 8 | 9 | 10 и више | Просек |
| ----------------- | -- | - | - | - | - | - | - | - | - | --------- | ------ |
| Број домаћинстава | 32 | 6 | 4 | 5 | 4 | 5 | 7 | 1 | 0 | 0         | 0      |

| Пол    | Укупно | Неожењен/Неудата | Ожењен/Удата | Удовац/Удовица | Разведен/Разведена | Непознато |
| ------ | ------ | ---------------- | ------------ | -------------- | ------------------ | --------- |
| Мушки  | 34     | 14               | 19           | 0              | 0                  | 1         |
| Женски | 57     | 17               | 22           | 14             | 0                  | 4         |
| УКУПНО | 91     | 31               | 41           | 14             | 0                  | 5         |

| Пол    | Укупно                    | Пољопривреда, лов и шумарство | Рибарство                            | Вађење руде и камена | Прерађивачка индустрија       |
| ------ | ------------------------- | ----------------------------- | ------------------------------------ | -------------------- | ----------------------------- |
| Мушки  | 15                        | 0                             | 0                                    | 0                    | 2                             |
| Женски | 15                        | 0                             | 1                                    | 0                    | 1                             |
| УКУПНО | 30                        | 0                             | 1                                    | 0                    | 3                             |
| Пол    | Производња и снабдевање   | Грађевинарство                | Трговина                             | Хотели и ресторани   | Саобраћај, складиштење и везе |
| Мушки  | 0                         | 0                             | 4                                    | 3                    | 0                             |
| Женски | 0                         | 0                             | 5                                    | 5                    | 1                             |
| УКУПНО | 0                         | 0                             | 9                                    | 8                    | 1                             |
| Пол    | Финансијско посредовање   | Некретнине                    | Државна управа и одбрана             | Образовање           | Здравствени и социјални рад   |
| Мушки  | 0                         | 1                             | 4                                    | 1                    | 0                             |
| Женски | 0                         | 0                             | 1                                    | 1                    | 0                             |
| УКУПНО | 0                         | 1                             | 5                                    | 2                    | 0                             |
| Пол    | Остале услужне активности | Приватна домаћинства          | Екстериторијалне организације и тела | Непознато            | Непознато                     |
| Мушки  | 0                         | 0                             | 0                                    | 0                    | 0                             |
| Женски | 0                         | 0                             | 0                                    | 0                    | 0                             |
| УКУПНО | 0                         | 0                             | 0                                    | 0                    | 0                             |